# Adomas Pranas Druktenis
Adomas Pranas Druktenis (n. 13 februarie 1931 – d. 9 iunie 2019) a fost un traducător lituanian.

## Biografie
Și-a petrecut copilăria pe moșia din Jūkainiai, localitate aflată în apropiere de Viduklė, unde tatăl meu lucra ca administrator. În anii 1938–1940 a învățat la Rimkiškiai (Pryšmančiai), iar în perioada 1940–1941 a urmat cursurile școlii elementare din Viduklė. În 1941 autoritățile sovietice au naționalizat moșia, iar părinții s-a mutat la ferma din satul Užuomedis, unde tatăl său a lucrat ca arendaș. În perioada 1941–1944 a urmat școala elementară la Alėjai. Only when it became clear that collectivization inevitable self ready in 1948-1950. Viduklė studied in high school, in 1953. Raseinių finished high school. După absolvirea clasei a VI-a a intenționat să-și continue studiile la liceu, dar întoarcerea autorităților sovietice l-au determinat să-și abandoneze planurile pentru a-i ajuta pe părinți la munca de la fermă. Abia atunci când a devenit evident că colectivizarea agriculturii era inevitabilă a studiat la liceul din Viduklė (1948–1950) și apoi la liceul din Raseiniai (1950-1953), ale cărui cursuri le-a absolvit în 1953. În anul 1958 a absolvit studii de germanistică la universitatea din Vilnius.
Începând cu 1958 a lucrat la editura Vago din Vilnius, apoi, în perioada 1977-1992, la editura Mosklo. Traduce din limba germană.

## Traduceri
- Hermann Sudermann. Kelionė į Tilžę: apysakos. Vilnius: Valst. grož. lit. l-kla, 1960.
- Leonhard Frank. Vilnius: Valst. grož. lit l-kla, 1961 m.
- Hans Verner Richter. Nežudyk: romanas. Vilnius: Valst. grož. lit. l-kla, 1963.
- Stefan Zweig. Širdies nerimas: romanas. Vilnius: Vaga, 1965.
- Leonhard Frank. Matilda: romanas. Vilnius: Vaga, 1968.
- Volfgang Borchert. Pienės žiedas. Kegelbanas. Ilga, ilga gatve: apsakymai. Knygoje Volfgangas Borchertas. Lauke už durų. Vilnius: Vaga, 1969.
- Max Frisch. Biografija: vaidinimas: pjesė. Knygoje XX amžiaus dramaturgija. Vilnius: Vaga, 1972.
- Lizelotė Velskopf-Henrich. Harka: romanas. Vilnius: Vaga, 1971.
- Lizelotė Velskopf-Henrich. Kelias tremtin: romanas. Vilnius: Vaga, 1972.
- Lizelotė Velskopf-Henrich. Sugrįžimas pas dakotus: romanas. Vilnius: Vaga, 1974.
- Lizelotė Velskopf-Henrich. Anapus Misūrio: romanas. Vilnius: Vaga, 1976.
- Artur Šnicler. Išminčiaus žmona; Raineris Marija Rilkė. Pjeras Djumonas; Francas Kafka. Nuosprendis. Knygoje Vargšas muzikantas: apsakymai. Vilnius: Vaga, 1977.
- Nikos Kazantzakis. Graikas Zorba: romanas. Vilnius: Vaga, 1978.
- Leonhard Frank. Plėšikų gauja: romanas. Vilnius: Vaga, 1980.
- Hans Verner Richter. Nugalėtieji: romanas. Vilnius: Vaga, 1982.
- Elizabeta Hering. Aukso karalystė: vokiečių liaudies pasakos. Vilnius: Vaga, 1984.
- Hans Erich Nosakas. D’Artezo byla: romanas. Vilnius: Vaga, 1987.
- Eduard von Keizerling. Vakarėjantys namai: apysakos. Vilnius: Vaga, 1989.
- Erich Maria Remarque. Kelias atgal: romanas. Kaunas: Spindulys, 1993.
- Erich Maria Remarque. Šešėliai rojuje: romanas (kartu su L. Bareišiene). Kaunas: Spindulys, 1993.
- Hermann Sudermann. Lietuviškos apysakos. Kaunas: Jutos Noak l-kla, 1996.
- Frații Grimm. Vaikų ir namų pasakos (4 t. 1999-2000 m.)
- Johannes Bobrowski. Raudonas akmuo. Knygoje Johanesas Bobrovskis. Apsakymai. Vilnius: Lietuvos rašytojų sąjungos leidykla, 2000.